# 머큐리 계획

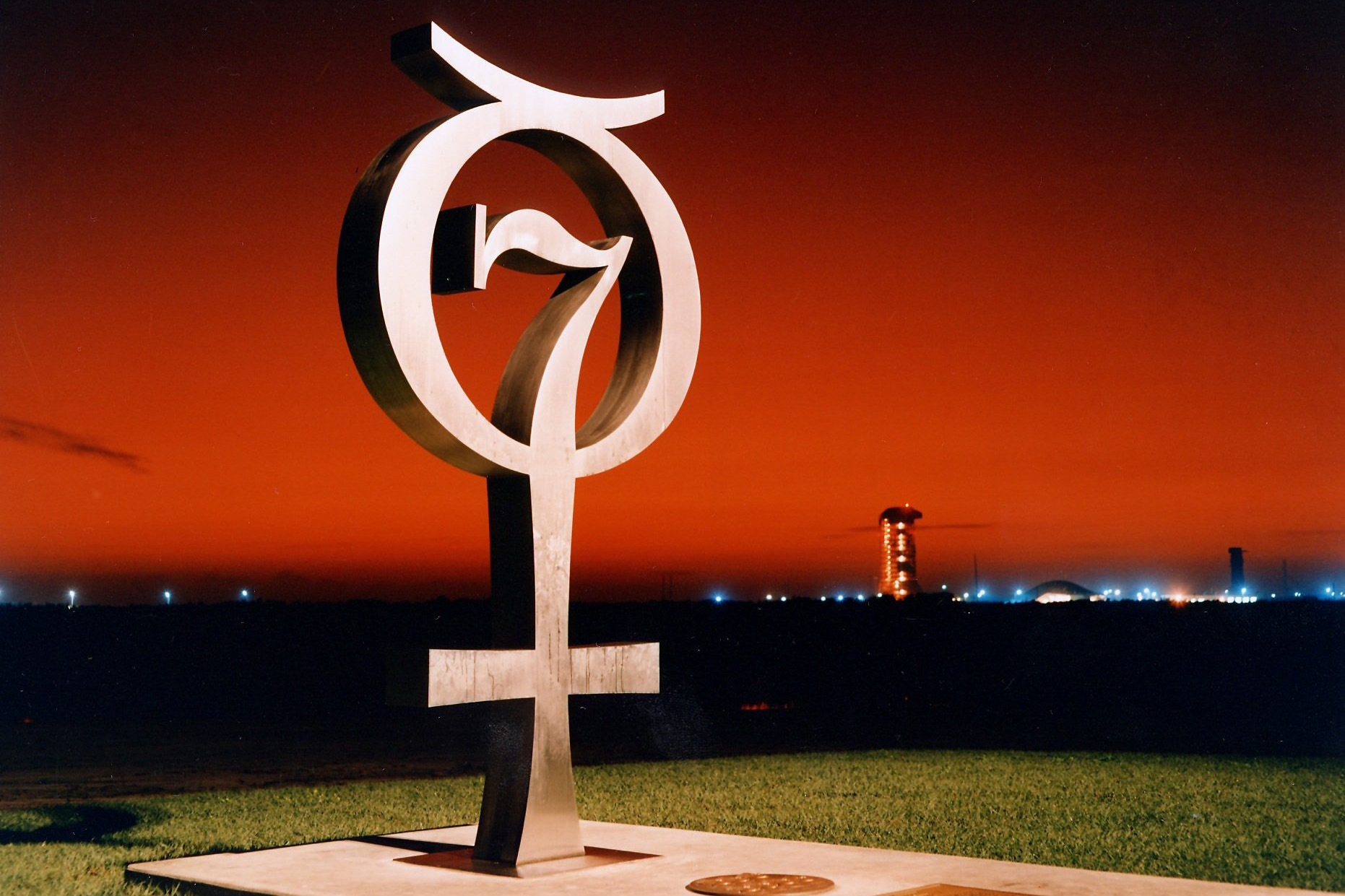
머큐리 계획

머큐리 계획(영어: Project Mercury)은 1958년부터 1963년까지 미국 항공우주국에 의해 이루어진 미국 최초의 유인 우주 비행 탐사 계획이다.
머큐리 계획의 목표는 소련의 유인 우주비행을 앞지르기 위한 것이다. 하지만 실제로 소련의 유인 우주비행을 앞지른 것은 머큐리 계획의 다음 단계인 제미니 계획 후반부터였다.

## 개요
머큐리 계획은 소비에트 연방이 1957년 10월 4일 첫 인공위성 스푸트니크 1호를 발사한 것에 대항해 1958년에 시작되었다. 미 육해공군으로부터 우주비행사 후보자를 선발해, 훈련을 실시하는 것과 동시에, 로켓의 개발, 머큐리 우주선의 개발을 진행시켰다. 이름은 로마 신화의 신 머큐리(수성)로부터 따왔다. 또, 모든 유인 머큐리 우주선명에 붙었던 "7"은, 우주비행사 후보자가 7명이었던 일에 연관된 것이다.
1958년 10월 1일, 미국 항공우주국(The National Aeronautics and Space Administration：NASA)이 설립, 이후 군사 부문을 제외한 우주 개발을 육해공군으로부터 이어받아, 정부의 지원을 받아 유인 우주비행을 추진하는 체제를 구축했다.
그러나, 소련의 우주 개발 계획은 한층 더 진행되어, 유리 가가린에 의한 인류 첫 유인 우주비행(1961년 4월 12일)을 성공시켰다. 미국은 1961년 5월 5일, 앨런 셰퍼드가 탑승한 머큐리 3호(프리덤 7호)에 의한 약 16분간의 탄도 비행을 실시했지만, 궤도 비행은 소련에 10개월이나 늦는 1962년 2월 20일에 존 글렌이 탑승한 프렌드십 7호의 4시간 56분의 비행이 처음이었다. 이후 1963년의 페이스 7호까지의 총 6회의 유인 비행 이후 계획이 종료되었다. 우주선에는 한 명의 승무원이 탑승했다.
존 F. 케네디 대통령이 프리덤 7호의 발사 성공 직후인 1961년 5월 15일에 행한 유명한 연설에서, “1960년대가 가기 전에 달에 유인 비행을 실시한다”라고 선언해, 머큐리 계획의 성과는 후의 제미니 계획과 아폴로 계획으로 인계되었다.

## 발사를 위한 준비
1959년 NASA는 머큐리 계획에 참가할 7명의 우주비행사를 모집했고 디크 슬레이튼, 앨런 셰퍼드, 월리 시라, 버질 그리섬, 존 글렌, 고든 쿠퍼, 스콧 카펜터가 선발되었다.
이때 선발 기준은 테스트 파일럿(비행기를 개발했을 때 처음 시험하는 베테랑 비행사) 출신이어야 하고, 나이는 40세, 체중은 82 kg, 키는 178 cm를 넘지 않아야 한다는 것이었다.

## 본격적인 발사
NASA는 아무도 가보지 않은 미지의 우주환경에 인간이 처음 도전한다는 것을 감안해, 무인로켓 발사, 동물실험 등을 통해 안정성을 확인해 갔다. 이 과정에서 두 마리의 원숭이(샘과 미스샘), 한 마리의 침팬지(햄)가 준궤도 비행에 성공했고, 한 마리의 침팬지(에노스)가 궤도비행에 성공했다.
1961년 5월 5일 폰 브라운 박사의 레드스톤 로켓으로 앨런 셰퍼드 중령에 의한 유인 시험비행(탄도 비행, 고도 2,000 km, 비행시간 15분)이 성공하였으며, 그 결과 대통령 J.F.케네디는 아폴로 계획을 결정하게 되었다. 이때 소련에서는 Y.A.가가린 소령이 인류 최초의 우주비행(4월 12일)에 성공하였다. 앨런 셰퍼드 중령에 이어 거스 그리섬이 1961년 7월 21일 탄도비행을 마쳤을 때, 소련은 8월 6일 게르만 티토프 소령이 지구를 17주(周)하는 우주비행을 끝냈다.
1963년 5월 머큐리 계획은 종료되었다.

## 머큐리 계획으로 발사된 유인우주선

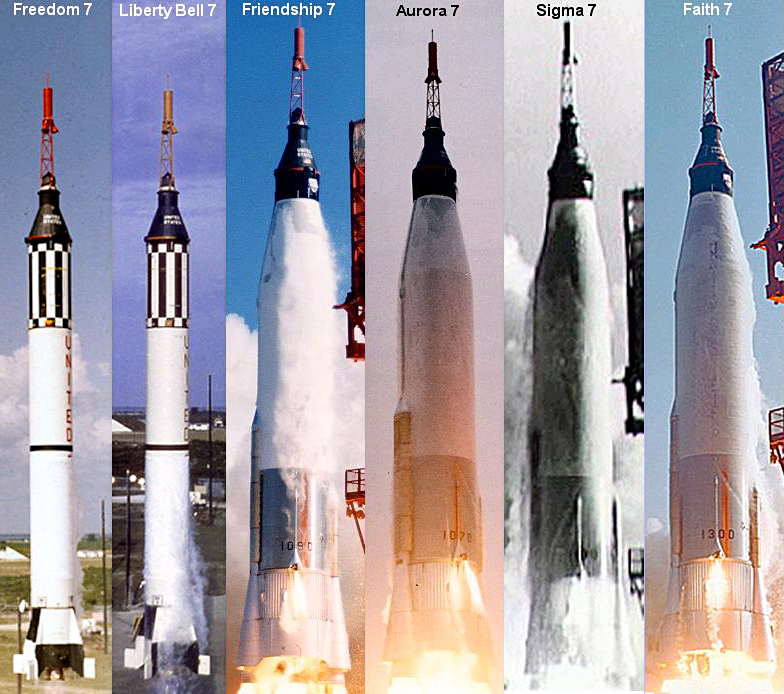
머큐리 계획으로 발사된 유인우주선들

- 프리덤 7호, 머큐리-레드스톤 로켓, 승무원 앨런 셰퍼드, 미국 최초의 우주비행사
- 리버티벨 7호, 머큐리-레드스톤 로켓, 승무원 거스 그리섬
- 프렌드쉽 7호, 머큐리-아틀라스 로켓, 승무원 존 글렌, 미국 최초로 궤도 비행을 한 우주비행사
- 오로라 7호, 머큐리-아틀라스 로켓, 승무원 스콧 카펜터
- 시그마 7호, 머큐리-아틀라스 로켓, 승무원 월리 시라
- 페이스 7호, 머큐리-아틀라스 로켓, 승무원 고든 쿠퍼

## 같이 보기
- 제미니 계획
- 아폴로 계획
- 스푸트니크 계획
- 머큐리-레드스톤 로켓